# ميخائيل تومسون (موزع)
ميخائيل تومسون (بالإنجليزية: Michael Thompson)‏ هو موزع بريطاني، ولد في 4 يناير 1954.

## وصلات خارجية
- الموقع الرسمي
- ميخائيل تومسون على موقع ميوزك برينز (الإنجليزية)
- ميخائيل تومسون على موقع أول ميوزيك (الإنجليزية)
- ميخائيل تومسون على موقع ديسكوغز (الإنجليزية)